# Pablo Curatella Manes
Pablo Curatella Manes né à La Plata (Argentine) le 14 décembre 1891 et mort à Buenos-Aires le 14 novembre 1962 est un peintre, sculpteur et diplomate argentin.

## Biographie
Fils d'immigrés grecs et italiens, il manifeste tout jeune un vif intérêt pour la sculpture. Il rentre comme apprenti typographe mais ne se plaît pas dans cet emploi qu'il quitte. Il apprend la sculpture avec Arturo Dresco, puis sa famille part pour Buenos-Aires et il devient élève en 1907 de l'Académie des beaux-arts de Buenos-Aires.
Il se rend en Europe en 1912, visite l'Italie et s'installe à Paris, où il devient l'élève d'Antoine Bourdelle et d'Aristide Maillol à l'Académie de la Grande Chaumière. Il est contraint de rentrer en Argentine au début de la Première Guerre mondiale. Il effectue un court séjour en France en 1917 et rencontre Constantin Brancusi, Le Corbusier et Juan Gris
Après la réalisation du Buste de Marcelo Torcuato de Alvear, du président de la République d'Argentine de 1922 à 1928, Pablo Curatella Manes est nommé chancelier de l'ambassade d'Argentine en France en 1926, poste qu'il occupa jusqu'en 1948. 
Il expose au Salon des surindépendants de 1930 son groupe des Acrobates, dont le critique d'art Raymond Cogniat estime qu'il est le meilleur de l'exposition.

## Œuvres
- Le Guitariste, 1921, bronze, Paris, musée d'Art moderne de la ville de Paris.
- Acrobates, 1930, Buenos-Aires, musée national des Beaux-Arts[2].

## Salons et expositions
- 1924 : Salon des indépendants, Guitariste, bronze.
- 1924 : Salon national de Buenos-Aires, Guitariste, premier prix de sculpture.
- 1925 : Exposition internationale des Arts décoratifs et industriels modernes, où il reçoit une médaille.
- 1927 : exposition de peintures et sculptures argentines du Cercle Paris-Amérique latine.
- 1937 : Exposition universelle à Paris, Les Deux hémisphères et La Terre argentine.
- 1952 : Biennale de Venise.
- 1953 : Biennale de São Paulo.